# Друммонд, Роберту
Роберту Фрэнсис Друммонд (порт. Roberto Francis Drummond; Феррус, Минас-Жерайс, 21 декабря 1933 — Белу-Оризонти, 21 июня 2002) — бразильский журналист и писатель.

## Биография
Был сыном инженера и фермера Франсиско Альваренги Драммонда и Рикарды де Пайвы Драммонд.
Умер от проблем с сердцем в день матча между Бразилией и Англией в четвертьфинале чемпионата мира 2002 года. 

## Неукротимая Хильда
Роман основан на реальной исторической фигуре проститутке Хильды Майи Валентим (1930–2014), которая стала известна в богемном районе Белу-Оризонти как «Неукротимая Хильда». В отличие от книги и сериала, судьба настоящей Хильды не была счастливой. После смерти мужа, аргентинского футболиста Пабло Валентима, и сына Улисеса она оказалась в богодельне в Буэнос-Айресе, где и умерла в возрасте 83 лет.
В 1998 году по мотивам был снят сериал.
В 2016 году в Белу-Оризонти открылся «Музей секса Хильды».
Считается, что прототипом персонажа Мальтуса Святого стал влиятельный священник Католической церкви Бразилии, друг детства Роберта Драммонда.

## Произведения
- A morte de DJ em Paris (1971)
- O dia em que Ernest Hemingway morreu crucificado (1978)
- Sangue de coca-cola (1980)
- Quando fui morto em Cuba (1982)
- Hitler manda lembranças (1984)
- Ontem à noite era sexta-feira (1988)
- Hilda Furacão (1991) - Неукротимая Хильда.
- Inês é morta (1993)
- O homem que subornou a morte & Outras histórias (1993)
- Magalhães: navegando contra o vento (1994)
- O cheiro de Deus (2001)
- Dia de São Nunca à tarde
- Os mortos não dançam valsa
- O Estripador da Rua G

- Uma Paixão em Preto e Branco